# Вулиця Івана Пулюя (Хмельницький)
Ву́лиця Іва́на Пулюя́ розташована у Південно-Західному мікрорайоні міста, пролягає від вулиці Інститутської до Львівського шосе.

## Історія виникнення
Виникла у 1970 році під час забудови нового мікрорайону на південно-західній околиці міста та отримала ім'я радянського діяча, колишнього наркома освіти УРСР В. Затонського (1888—1938). В 1991 році перейменована на честь С. Хотовицького. Для увічнення імені видатного акушера і педіатра С. Хотовицького обрали цю вулицю тому, що на ній розташовані обласний будинок дитини та міський пологовий будинок (обидві споруди здано в експлуатацію у 1979 році). У квітні 2022 року перейменована на вулицю Івана Пулюя.

## Заклади культури
Будинок молоді «Проскурів»
вул. Івана Пулюя, 3
Раніше це було приміщення колишнього кінотеатру «Проскурів». За рішенням сьомої сесії міської ради (2007 рік) приміщення, яке є комунальною власністю міста, було надано в оренду на 25 років Хмельницькому національному університету.

## Медичні заклади
Хмельницький міський перинатальний центр
Івана Пулюя, 6
Почав функціонувати 1979 року. Був сучасно оснащений, розрахований на 310 ліжок. Згодом став місцем підготовки і підвищення кваліфікації лікарів-гінекологів, медичного персоналу.